# At finde hareæg
|  | Denne artikel er oprettet af botten Steenthbot ud fra en ekstern database. Den kan derfor have sproglige fejl eller mangler. Denne skabelon kan fjernes efter kontrol af indholdet. |

At finde hareæg er en dansk dokumentarisk optagelse fra 1932.

## Handling
Påske i Humble på Langeland 27. marts 1932.